# موتور بلوتش محمد جدغال
موتور بلوتش محمد جدغال (بالإنجليزية: Mowtowr-e Baluch Mohammad Jadgal)‏ هي منطقة سكنية تقع في سيستان وبلوتشستان في إيران. يقدر عدد سكانها بـ 23 نسمة .